# Червен (Русенська область)
Че́рвен (болг. Червен) — село в Русенській області Болгарії. Входить до складу общини Іваново.

## Населення
За даними перепису населення 2011 року у селі проживали 227 осіб, з них 202 особи (98,1%) — болгари.
Розподіл населення за віком у 2011 році:
Динаміка населення: